# Zanomys californica
Zanomys californica är en spindelart som först beskrevs av Banks 1904.  Zanomys californica ingår i släktet Zanomys och familjen mörkerspindlar. Inga underarter finns listade i Catalogue of Life.